# Monocosmoecus pulcher
Monocosmoecus pulcher är en nattsländeart som beskrevs av Georg Ulmer 1906. Monocosmoecus pulcher ingår i släktet Monocosmoecus och familjen husmasknattsländor. Inga underarter finns listade i Catalogue of Life.